# Kabinet-Moro I
Het kabinet-Moro I was de Italiaanse regering van 5 december 1963 tot 22 juli 1964. Het kabinet werd gevormd door de politieke partijen Democrazia Cristiana (DC), de Italiaanse Socialistische Partij (PSI), de Sociaaldemocratische Partij van Italië (PSDI) en de Republikeinse Partij van Italië (PRI) na het aftreden van het vorige kabinet, waarna Aldo Moro (DC) werd benoemd als de nieuwe premier.

## Kabinet-Moro I (1963–1964)
| Ambtsbekleder | Ambtsbekleder             | Ambtsbekleder                         | Functie                                  | Ambtstermijn     | Ambtstermijn     | Partij |
| ------------- | ------------------------- | ------------------------------------- | ---------------------------------------- | ---------------- | ---------------- | ------ |
|               | Aldo Moro                 | Aldo Moro (1916–1978)                 | Premier                                  | 5 december 1963  | 24 juni 1968     | DC     |
|               | Pietro Nenni              | Pietro Nenni (1891–1980)              | Vicepremier                              | 5 december 1963  | 24 juni 1968     | PSI    |
|               | Angelo Salizzoni          | Angelo Salizzoni (1907–1992)          | Secretaris- generaal                     | 5 december 1963  | 24 juni 1968     | DC     |
|               | Paolo Emilio Taviani      | Paolo Emilio Taviani (1912–2001)      | Minister van Binnenlandse Zaken          | 5 december 1963  | 24 juni 1968     | DC     |
|               | Giuseppe Saragat          | Giuseppe Saragat (1898–1988)          | Minister van Buitenlandse Zaken          | 5 december 1963  | 28 december 1964 | PSDI   |
|               | Roberto Tremelloni        | Roberto Tremelloni (1900–1987)        | Minister van Financiën                   | 5 december 1963  | 24 februari 1966 | PSDI   |
|               | Emilio Colombo            | Emilio Colombo (1920–2013)            | Minister van de Schatkist                | 20 juni 1963     | 5 augustus 1970  | DC     |
|               | Antonio Giolitti          | Antonio Giolitti (1915–2010)          | Minister van het Budget                  | 5 december 1963  | 22 juli 1964     | PSI    |
|               | Oronzo Reale              | Oronzo Reale (1902–1988)              | Minister van Justitie                    | 5 december 1963  | 24 juni 1968     | PRI    |
|               | Giuseppe Medici           | Giuseppe Medici (1907–2000)           | Minister van Economische Zaken           | 5 december 1963  | 5 maart 1965     | DC     |
|               | Giulio Andreotti          | Giulio Andreotti (1919–2013)          | Minister van Defensie                    | 15 februari 1959 | 24 februari 1966 | DC     |
|               | Giacomo Mancini           | Giacomo Mancini (1916–2002)           | Minister van Volksgezondheid             | 5 december 1963  | 22 juli 1964     | PSI    |
|               | Giacinto Bosco            | Giacinto Bosco (1905–1997)            | Minister van Arbeid en Sociale Zaken     | 5 december 1963  | 22 juli 1964     | DC     |
|               | Luigi Gui                 | Luigi Gui (1914–2010)                 | Minister van Onderwijs                   | 20 februari 1962 | 24 juni 1968     | DC     |
|               | Angelo Raffaele Jervolino | Angelo Raffaele Jervolino (1890–1985) | Minister van Transport                   | 5 december 1963  | 24 februari 1966 | DC     |
|               | Giovanni Pieraccini       | Giovanni Pieraccini (1918–2017)       | Minister van Infrastructuur              | 5 december 1963  | 22 juli 1964     | PSI    |
|               | Mario Ferrari Aggradi     | Mario Ferrari Aggradi (1916–1997)     | Minister van Landbouw                    | 5 december 1963  | 24 februari 1966 | DC     |
|               | Carlo Russo               | Carlo Russo (1920–2007)               | Minister van Communicatie                | 30 november 1962 | 24 februari 1966 | DC     |
|               | Achille Corona            | Achille Corona (1914–1979)            | Minister van Toerisme                    | 5 december 1963  | 24 juni 1968     | PSI    |
|               | Umberto Delle Fave        | Umberto Delle Fave (1912–1986)        | Minister voor Parlementaire Betrekkingen | 5 december 1963  | 22 juli 1964     | DC     |
|               | Luigi Preti               | Luigi Preti (1914–2009)               | Minister voor Publieke Diensten          | 5 december 1963  | 24 februari 1966 | PSDI   |
|               | Bernardo Mattarella       | Bernardo Mattarella (1905–1971)       | Minister voor Buitenlandse Handel        | 5 december 1963  | 24 februari 1966 | DC     |
|               | Giovanni Spagnolli        | Giovanni Spagnolli (1907–1984)        | Minister voor de Koopvaardij             | 5 december 1963  | 24 februari 1966 | DC     |
|               | Giorgio Bo                | Giorgio Bo (1905–1980)                | Minister voor Staats- deelnemingen       | 26 juli 1960     | 12 december 1968 | DC     |
|               | Giulio Pastore            | Giulio Pastore (1902–1996)            | Minister voor Zuid-Italië                | 1 juli 1958      | 24 juni 1968     | DC     |
|               | Carlo Arnaudi             | Carlo Arnaudi (1899–1970)             | Minister voor Wetenschaps- beleid        | 5 december 1963  | 24 februari 1966 | PSI    |
|               | Attilio Piccioni          | Attilio Piccioni (1892–1976)          | Minister zonder portefeuille             | 5 december 1963  | 25 juni 1968     | DC     |

De Gasperi II · De Gasperi III · De Gasperi IV · De Gasperi V · De Gasperi VI · De Gasperi VII · De Gasperi VIII · Pella · Fanfani I · Scelba · Segni I · Zoli · Fanfani II · Segni II · Tambroni · Fanfani III · Fanfani IV · Leone I · Moro I · Moro II · Moro III · Leone II · Rumor I · Rumor II · Rumor III · Colombo · Andreotti I · Andreotti II · Rumor IV · Rumor V · Moro IV · Moro V · Andreotti III · Andreotti IV · Andreotti V · Cossiga I · Cossiga II · Forlani · Spadolini I · Spadolini II · Fanfani V · Craxi I · Craxi II · Fanfani VI · Goria · De Mita · Andreotti VI · Andreotti VII · Amato I · Ciampi · Berlusconi I · Dini · Prodi I · D'Alema I · D'Alema II · Amato II · Berlusconi II · Berlusconi III · Prodi II · Berlusconi IV · Monti · Letta · Renzi · Gentiloni · Conte I · Conte II · Draghi · Meloni